# Jivarus laevis
Jivarus laevis är en insektsart som beskrevs av Ronderos 1979. Jivarus laevis ingår i släktet Jivarus och familjen gräshoppor. Inga underarter finns listade i Catalogue of Life.